# Dövhet
Dövhet  är det medicinska perspektivet på förlust eller medfödd avsaknad av hörsel. Termen dövhet ska inte förväxlas med dövkultur, som syftar på den språkliga och kulturella grupp som använder teckenspråk, och inte en hörselförlust. Personer med nedsatt hörsel, vare sig de behöver hörapparat eller inte, kallas däremot hörselskadade.
Antalet döva i världen uppskattas vara 70 miljoner, varav det i Sverige finns cirka 13 000. Detta kan jämföras med cirka  1,3 miljoner hörselskadade svenskar, varav cirka 700 000 har så grov skada att de behöver hörapparat. Antalet dövblinda i Sverige är omkring 2 000 döva men 4000 döva och blinda
Idag är det väldigt ovanligt att termen döv används inom läkarkåren, istället så talar man om en skala där man fastställer olika typer av hörselnedsättningar. Det är istället inom gruppen av människor med hörselnedsättningar som begreppet döv förekommer oftast. En äldre benämning på döva personer är "dövstumma". Denna benämning bör inte användas om den döva personen har intakta talorgan. Anledningen till att många döva inte talar är inte för att de har fel på talorganen, utan att de inte kan höra sin egen röst.

## Svensk definition på dövhet
Hörselvårdsutredningen som gjordes 1986–1989 kom överens om en definition av ordet döv som godkänts av Sveriges Dövas Riksförbund, Hörselskadades riksförbund och Riksförbundet för döva, hörselskadade och språkstörda barn. Definitionen består av följande två grupper:
- Barndomsdöv är en person som är döv från födseln eller blivit döv i grundskoleåldern och utvecklar och använder teckenspråk som första språk och svenska som andra språk.

Vissa teckenspråkiga döva ser sig i första hand som en språklig och kulturell minoritet och inte som en grupp med handikapp. Antalet barndomsdöva i Sverige beräknas vara kring 8 000 - 10 000.
- Vuxendöv är en person som blivit döv i vuxen ålder och som även med hörseltekniska hjälpmedel behöver alternativa kommunikationsvägar.

För att räknas som vuxendöv skall personen ha tillgodogjort sig ett talat språk som sitt förstaspråk. Vuxendöva kan tala sitt modersmål som vanligt, men en del använder sig även av teckenspråk, tecknad svenska eller tecken som stöd för avläsning, (TSS). Antalet vuxendöva i Sverige beräknas vara cirka 4 000.

## Hörselnedsättning
Om man lider av en hörselnedsättning så kan det bero på att de hårceller, flimmerhår, som finns inuti örats hörselsnäcka är skadade eller obefintliga. Vi människor uppfattar ljud genom att vibrationer går in via hörselgångarna mot hörselsnäckan. Hårcellerna i hörselsnäckan böjs av dessa vibrationer och då skickas nervimpulser till hjärnan som sedan tolkar dessa vibrationer till ljud. Om dessa hårceller inte finns eller är skadade så kan inte ljud uppfattas.
Då hörselnedsättningen är medfödd kan orsaken vara genetisk. Det kan även vara en sjukdom eller trauma som utlöser hörselförändringen. Sjukdomar som röda hund och scharlakansfeber kan leda till förlorad hörsel men detta är ovanligt idag tack vare en utvecklad sjukvård. Även hjärnhinneinflammation kan orsaka hörselnedsättning. Cirka 10 procent av Sveriges befolkning lider av någon typ av hörselnedsättning. Varje år föds det mellan 30 och 40 döva barn, och 95 procent av dessa barn har hörande föräldrar.
Skala som används inom hörselvården: 
Normal < 20 dB 
Lätt < 40 dB 
Måttlig 41-60 dB 
Grav 61-75 dB 
Hörselrest 76-90 dB 
Döv >90 dB 
Ett vanligt två-partssamtal förs mellan 50 och 135 dB, ljudet från en damsugare kan uppgå till 50-85 dB och ljudet under en rockkonsert kan vara upptill 130 dB.

## Hörseltest för nyfödda
När ett barn föds så kontrolleras dess hörsel inom ett dygn, för att i ett så tidigt stadium som möjligt upptäcka om det är något fel med barnets hörsel och vidta åtgärder. Testet är ett screeningtest och utförs genom att en liten ljudgivare och en mikrofon sätts in i barnets öra och kallas för otoakustiska emissioner, OAE. Ljudgivaren skickar iväg ett klickljud som fångas upp av hårcellerna i innerörat. När hårcellerna sätts i rörelse så bildas ett svagt ljud, ett cochleärt eko, som kan registreras av mikrofonen. Om emissioner kan registreras så betyder det att hela hörselsystemet fungerar som det ska. Skulle det vara så att resultatet blir negativt så behöver det inte betyda att det är något fel på hörseln. De tekniska förutsättningarna kan ha varit dåliga eller så kan det vara så att barnet har kvar fostervatten eller fosterfett i öronen som försvårat testet. Testet görs då om, och är det så att testet fortfarande inte är godkänt så startar en utredning och barnet remitteras till hörselkliniken. Endast 1-2 av 1000 födda barn i Sverige under ett år föds med någon typ av hörselskada.

## Hörselundersökningar
Hörselundersökningar utförs av audionomer för att fastställa grad och typ av hörselnedsättning. Efter ett genomfört test så får patienten sina värden utsatta i ett så kallat audiogram, där man kan se vilka typer av ljud som personen uppfattar och inom vilka dB, alltså hur låga eller höga ljud som personen kan uppfatta.

### Tonaudiometri
Den vanligaste typen av hörseltest för barn och vuxna är tonaudiometri. Testet utförs genom att rena sinustoner med bestämd styrka och frekvens presenteras till lurar som personen har satt på sig. Testpersonen har också en knapp i handen som denne ska trycka på då den hör en ton. Resultatet av detta prov förs in i ett audiogram, som ger en visuellt bild av hörseln. Det mänskliga örat kan uppfatta en tonhöjd från 20 Hz upp till 20 000 Hz, men tonaudiometrin testar oftast frekvenser mellan 125 och 8 000 Hz vilket är det frekvensområde där den största delen av mänskligt tal finns. Vid tonaudiometri undersöks vid vilken ljudnivå testpersonen nätt och jämnt kan uppfatta ljudet. Denna gräns benämns som personens hörtröskel.

## Tekniska hjälpmedeldövaochhörselskadade
Det är landstinget, regionen och kommunen som delar på ansvaret för hörseltekniska hjälpmedel. Hos landstinget finns olika verksamheter, så som hjälpmedelscentral, hörcentral, habiliteringsenhet och tolkcentral. Frågor kring hjälpmedel besvaras i första hand av vårdcentralerna i kommun och landsting.
I Sverige är det Hjälpmedelsinstitutet, HI, som ansvarar för att forska, sprida kunskap kring samt utveckla hjälpmedel. 

### Hörapparat
Hörapparater kan användas både för att få ett förstärkt ljud samt för att begränsa ljud från att bli för starka. Oavsett om ljudet förstärks eller försvagas så är syftet att öka förmågan att uppfatta tal och ljud på ett så naturligt sätt som möjligt. Vanliga hörapparater består av mikrofon, telespole, förstärkare, kontroller för volym, hörtelefon, batteri och öroninsats.
Olika typer av hörapparater:
- kroppsburen (KB)
- huvudburen, "bakom-örat" (BÖ)
- huvudburen, "i-örat" (IÖ)
- benledningsapparat
- kroppsburen + benledare (KB)
- hörglasögon (G)
- benförankrad hörapparat (BAHA)
- cros-apparat
- cochlea implantat (CI)
- hjärnstamsimplantat (ABI)

Cochleaimplantat, CI, är ett implantat som opereras in i Cochlean.

### Hörselslinga/teleslinga
Hörsel- och teleslingor finns i varierande storlekar och kan placeras på många olika ställen; t.ex. i taket, längs med väggar, utmed golvet, runt halsen, kring en sittplats eller bakom örat. Ljudet fångas upp av slingan som leder det vidare till hörapparaten där det blir förstärkt. På så sätt kan man förstärka ljud som kommer från t.ex. TV, radio eller en mikrofon.  Då ljudet går direkt från en ljudkälla via en slinga och sedan till hörapparaten blir ljudkvalitén bättre eftersom ljudet inte passerar genom rummet och störs av omkringliggande ljud.
Slingorna finns ofta i offentliga miljöer så som kyrkor, biografer, teatrar, skolor osv. De kan även finnas på mindre platser, t.ex. i kassor eller kontor. Följande symbol ska finnas vidtillgänglig slinga.

### Lyssningshjälpmedel
Det finns en mängd olika lyssningshjälpmedel som kan användas både som komplement till hörapparat, eller utan hörapparat. Lyssningshjälpmedel kan användas t.ex. för att lyssna på TV, radio, CD-spelare och liknande, samt i telefon. Ljud sänds då via exempelvis en slinga, hörlurar eller genom trådlös överföring. 

### Varseblivningshjälpmedel
Det finns en mängd olika varseblivningshjälpmedel som kan kopplas till flera olika typer av signaler; t.ex. till dörrklocka, telefon, tv/radio eller väckarklocka.
Till dörrklocka och telefon finns följande varseblivningshjälpmedel:
- Förstärkning av ljudet eller annan frekvens
- Lampor som blinkar; olika blinkningar för olika varseblivningar
- Vibrator (t.ex. i klockformat)

Det finns två olika typer av väckningshjälpmedel som kan användas av hörselskadade/döva; en har en inbyggd vibrator och den andra en yttre vibrator som vanligtvis placeras i sängen. 
Vibratorer som bärs runt handleden kan kopplas till ett antal olika larm/signaler, såsom:
- Dörrklocka
- Telefonsignal
- Babyvakt (via mikrofon vid barnets säng)
- Brandvarnare
- Övriga viktiga larm

### Andra hjälpmedel
Texttelefoni sker i direkt kommunikation mellan texttelefoner. Men vid samtal från texttelefon till vanlig telefon, går samtalet via förmedlingen för texttelefonsamtal, FÖC och detta är kostnadsfritt.
Bildtelefoner består av en dator med kamera och bredbandsuppkoppling. Även bildtelefoner kan använda en förmedlingscentral för att ringa till vanliga telefoner.
Den tekniska utvecklingen har gjort att dagens mobiltelefoner med mobilkamera samt sociala medier även fungerar som kommunikativt hjälpmedel för döva/hörselskadade.

## Organisationer för döva
- Sveriges Dövas Riksförbund
- Sveriges dövas ungdomsförbund
- Riksförbundet för döva, hörselskadade och språkstörda barn
- World Federation of the Deaf

## Skolor för döva
- Specialskolor som drivs av SPSM
  - Birgittaskolan i Örebro
  - Manillaskolan i Stockholm
  - Kristinaskolan i Härnösand
  - Vänerskolan i Vänersborg
  - Östervångsskolan i Lund
  - Åsbackaskolan i Örebro (för döva med intellektuell funktionsnedsättning)
- Kannebäcksskolan i Göteborg
- Riksgymnasiet för döva och hörselskadade i Örebro
  - Virginska gymnasiet
  - Rudbecksgymnasiet
  - Tullängsgymnasiet
- Katrinelundsgymnasiet i Göteborg (i hörselgymnasiet)
- Västanviks folkhögskola i Västanvik, Leksand
- SIMA folkhögskolan i Örebro, Stockholm, Göteborg och Åkarp (för döva och dövblinda med ytterligare funktionshinder eller sociala problem)